# St. Peter und Paul (Limbach)

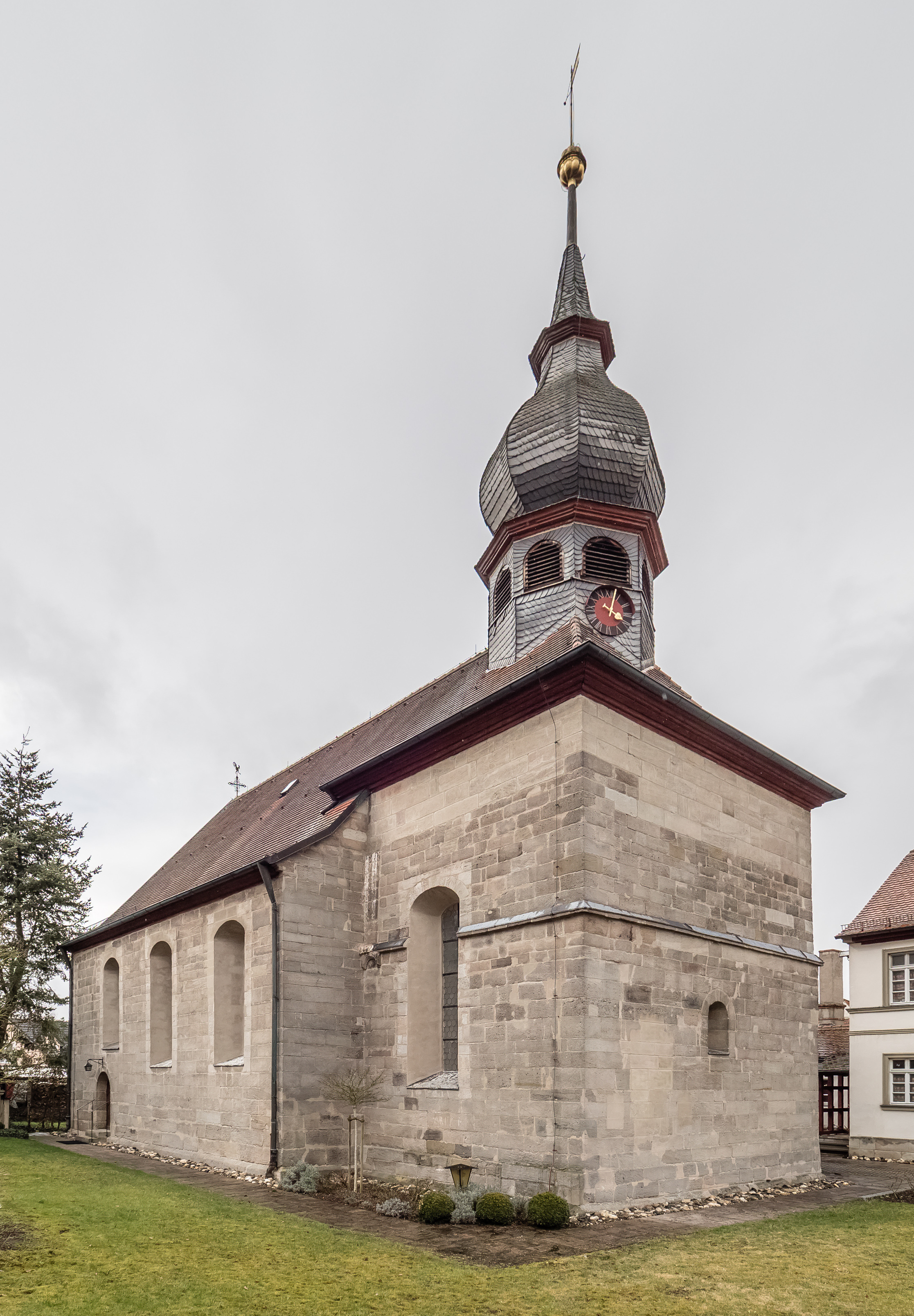
St. Peter und Paul in Limbach

Die evangelische Pfarrkirche St. Peter und Paul steht in Limbach, einem Gemeindeteil von Pommersfelden im Landkreis Bamberg (Oberfranken, Bayern). Das denkmalgeschützte Bauwerk geht auf eine Chorturmkirche aus dem 13. Jahrhundert zurück. Die Kirche gehört zur Pfarrei Pommersfelden des Dekanats Bamberg im Kirchenkreis Bayreuth der Evangelisch-Lutherischen Kirche in Bayern.

## Beschreibung

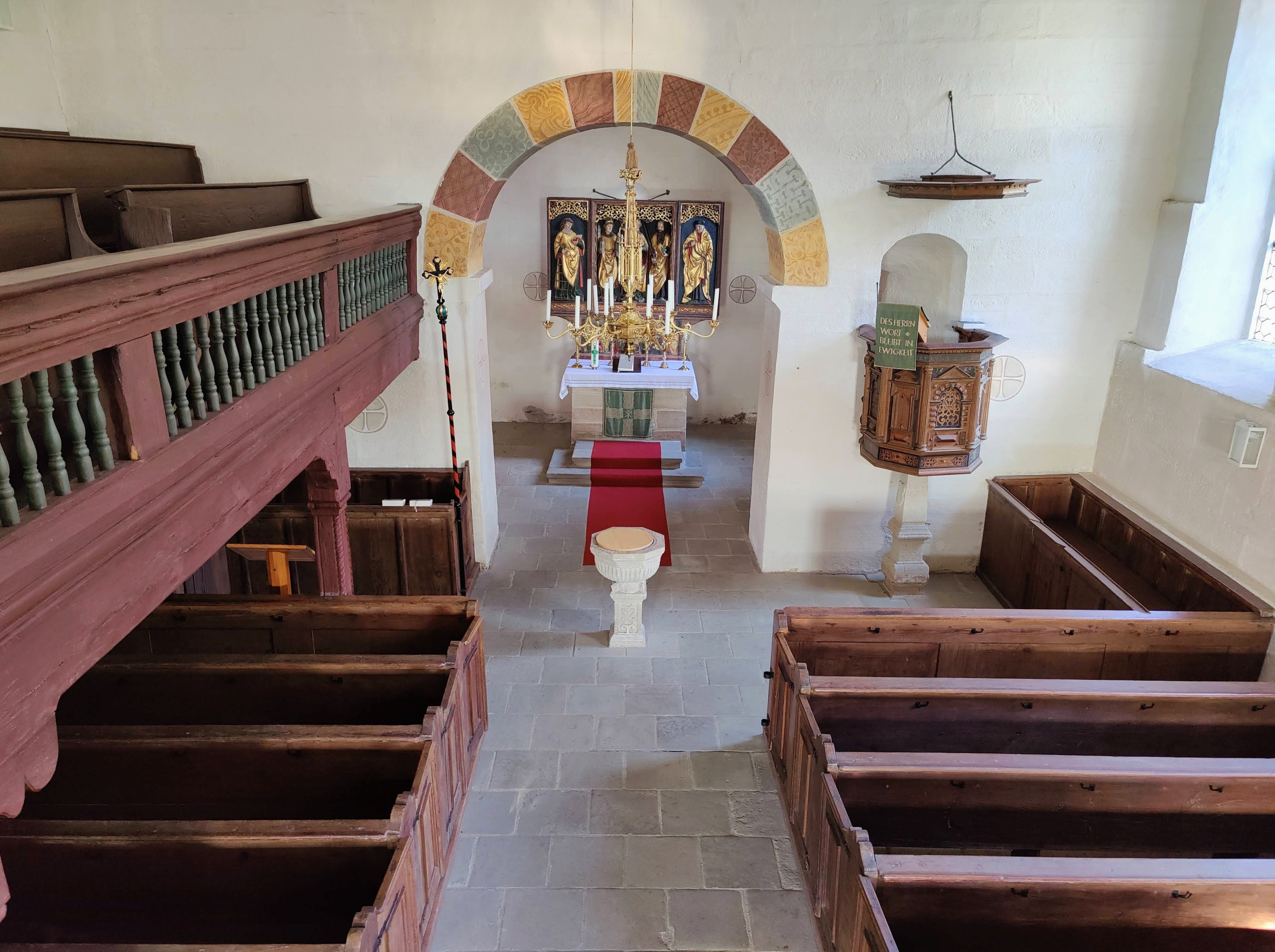
Innenraum (2021)

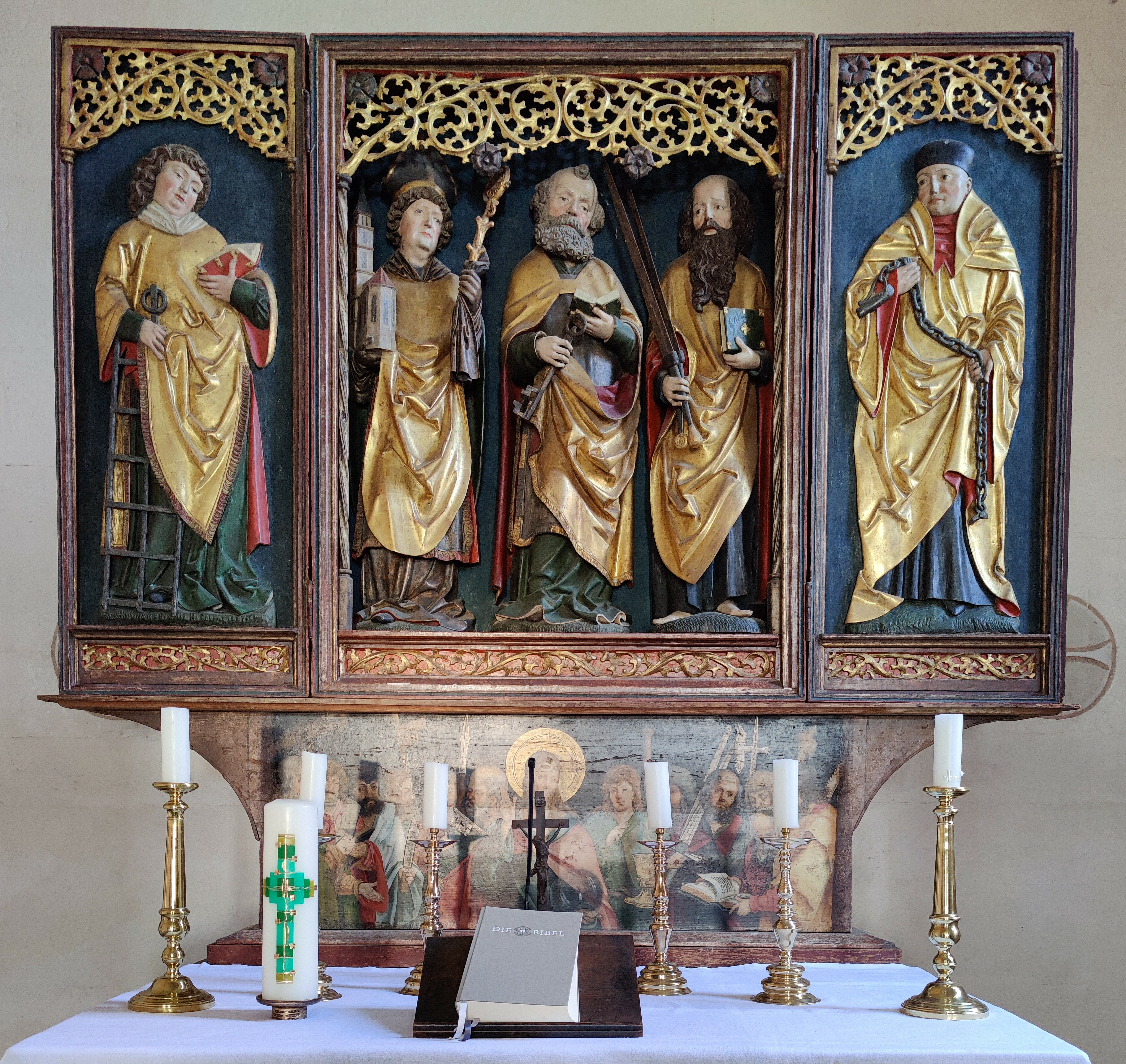
Flügelaltar

Die Saalkirche ist im Kern romanisch. Das untere Geschoss des Chorturms und die unteren Teile der Mauern des Langhauses wurden um 1200 errichtet. Die Kirche wurde später barock umgebaut. Der Chorturm erhielt 1723 nach einem Entwurf von Johann Georg Kannhäuser einen achteckigen, schiefergedeckten, mit einer Zwiebelhaube bedeckten Dachreiter, der die Turmuhr und den Glockenstuhl beherbergt. Der Innenraum des mit einem Satteldach bedeckten Langhauses ist mit einer Flachdecke auf Unterzügen überspannt. Er erhielt 1667, als die Schäden aus dem Dreißigjährigen Krieg beseitigt wurden, eine winkelförmige Empore.

## Ausstattung
Im Chor, d. h. im Erdgeschoss des Chorturms, befindet sich ein spätgotischer Flügelaltar. Die Malerei auf der Predella schuf Hans von Kulmbach.

## Orgel

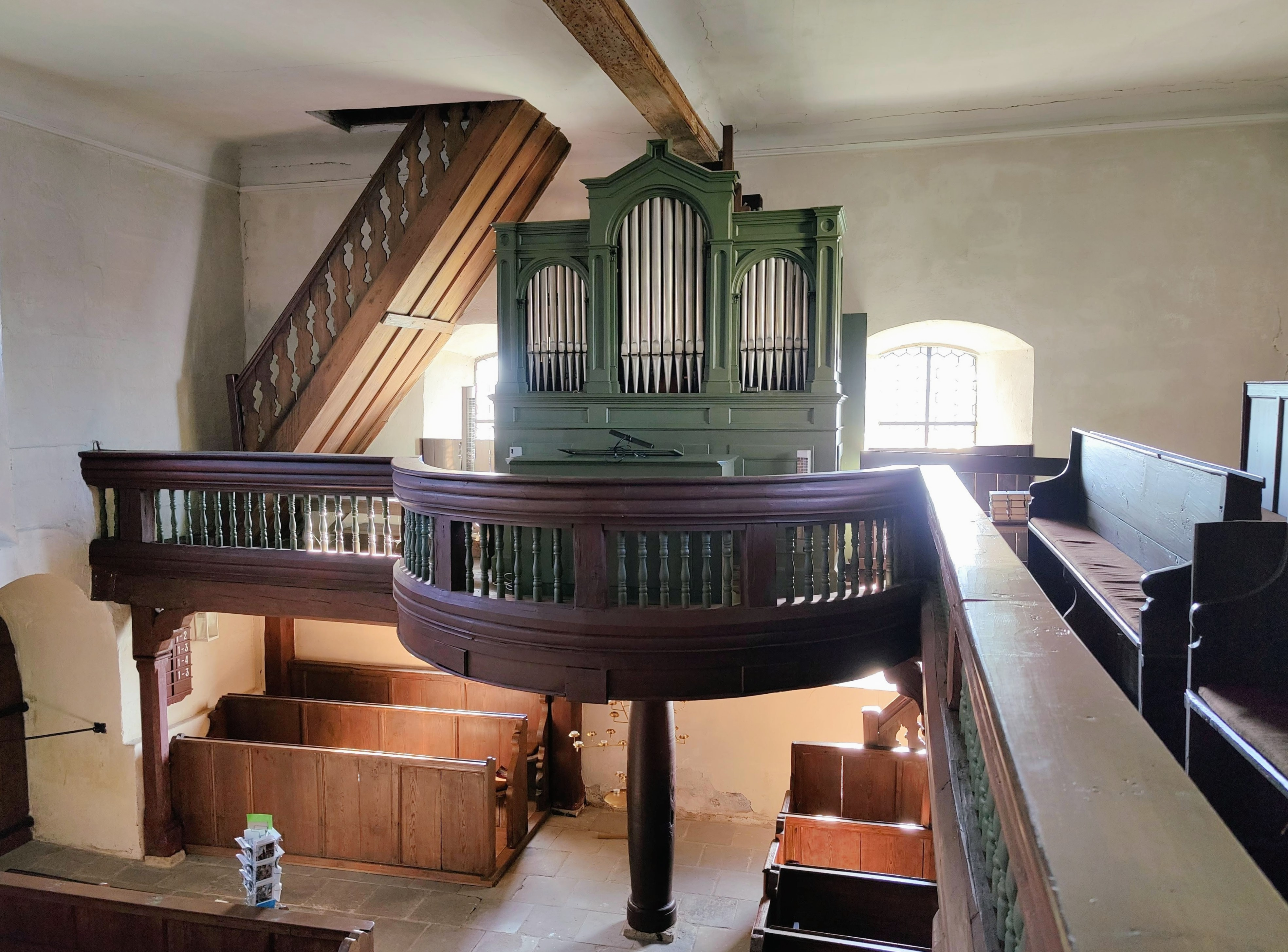
Blick zur Orgel

Die von Joseph Bittner 1885 gebaute Orgel mit neun Registern auf einem Manual und Pedal hat Otto Hoffmann im Jahr 1980 umgebaut. Die Disposition lautet:
| I Manual C–f3 |       |
| Gedeckt       | 8′    |
| Gamba         | 8′    |
| Salizional    | 8′    |
| Octave        | 4′    |
| Flöte         | 4′    |
| Schwiegel     | 2′    |
| Mixtur III    | 2 ⁄3′ |

| Pedal C–d1   |     |
| Subbaß       | 16′ |
| Violon-Cello | 8′  |

- Koppeln: I/P
- Bemerkungen: Kegellade, mechanische Spiel- und Registertraktur, freistehender Spieltisch, neugotischer Prospekt von 1885